# سلمى جيوبارك
سلمى جيوبارك، هو أول متنزه جيولوجي في المملكة العربية السعوية، وأحد مواقع شبكة الجيوبارك العالمية لليونسكو.

## الموقع
يقع سلمى جيوبارك وسط جبال سلمى في حائل ويتميز بالتراث الجيولوجي الثقافي الطبيعي، ويعد أول متنزه سعودي يدرج على قائمة الجيوبارك العالمية باليونسكو، ويحوي عددا من التشكيلات والظواهر الجيولوجية المتنوعة منها فوهة هتيما بالإضافة إلى كهوف ومغارات تشكلت في جبالها الرسوبية والتي تحوي ظواهر جيومورفوليجية كصغير جبل الفيل وقوس حائل ورأس السفينة، إضافةً إلى النقوش على جبالها ومقتنيات قديمة وقرى مدفونة تعكس طبيعة معيشة الحضارات السابقة.

## الانضمام إلى شبكة الجيوبارك العالمية
في عام 2020، أعلن المركز الوطني لتنمية الغطاء النباتي ومكافحة التصحر واللجنة الوطنية السعودية للتربية والثقافة والعلوم، عن قبول المجلس التنسيقي لبرنامج الحدائق الجيولوجية العالمية التابعة لليونيسكو، ترشح موقع سلمى جيوبارك وموقع شمال الرياض جيوبارك، للانضمام إلى قائمة الجيوبارك العالمية التابعة لليونيسكو، وذلك في إطار الاجتماع التاسع للمجلس الذي عُقد يومي 8 و9 سبتمبر في فيتنام.
وفي 17 أبريل 2025، أعلنت اليونسكو انضمام موقعي شمال الرياض جيوبارك وسلمى جيوبارك إلى شبكة الجيوبارك العالمية لليونسكو.